# Младен Ђуричић
Младен Ст. Ђуричић (Заблаће код Шапца, 8. март 1889 — Београд, 20. септембар 1987) био је капетан речног бродарства, капетан речне пловидбе, књижевник и публициста.
Основну школу завршио је у Накучанима (1900) а нижу гимназију у Шапцу (1904), у задњој деценији деветнаестог века запослен у колонијално-бакалској радњи на Малом пијацу, Шабац. У Београд је отишао 1907. У служби Српског паробродарског друштава од 1909, већ 1913. постаће дипломирани капетан. За време Првог светског рата је био дописник са Солунског фронта.
После рата запослен је као помоћник команданта Београдског пристаништа и заповедник пароброда. Референт постаје 1920, шеф речне пловидбе 1925, административни секретар Народне скупштине 1927..и библиотекар Министарства просвете 1929. Оснивач је и уредник листова Подрински весник (1920) и часописа за бродарство и обавештајну службу Бродар (1923). Један је од оснивача књижевних клубова и удружења Полет (1907), Друштва књижевника (1924), Књижевног круга (1925), Косовка (1926), Клуба независних књижевника (1930). Члан је Удружења књижевника Србије.
Користио је псеудониме Млад - Милтијад, Огњен Палигорић, Сава Дринчић, Дриносавић, Дринко Савић.
Прву песму објављује у листу Чивија под уредништвом Светозара Грданичког (1906). Сарађује у преко
70 часописа. Написао је десетине романа, а само у рукопису му је остало 14 романа и драмских дела.
Дела су му превођена на есперанто, француски, немачки, руски и словачки.
Носилац је Албанске споменице.

## Доприноси и песме
Између осталог Младен Ст. Ђуричић је писац прве енциклопедије речног бродарства, прве речне приповетке, а нарочито је познат његов Капетан Тисе. Пише надахнуту поему о одважности ваздухопловног наредника Орестија Крстића.
Заслужан је за остварења шабачке Чивије, у коме ће заједно са познатим јагодинским хумористом, Живојином Павловићем Жикишоном, објављивати песме и текстове шаљиве и сатиричне садржине.

## Дела
- Повлачење Срба кроз Албанију, Видо, острво смрти, Београд 1924.
- Пробој Солунског фронта 1918. године, Београд 1925
- Никола Пашић у народним песмама, Београд, 1926
- На таласима, Београд, 1928
- Капетаница, Београд, 1929
- Водоземци, Београд, 1931
- Ходочашће српског ратника на француска бојишта, Београд, 1931
- Бој на Кајмакчалану 1916. године, Београд, 1931
- Бојеви у Добруџи у српским народним песмама, Београд, 1931
- Девети вал, Београд, 1932
- Капетан Тисе, Београд, 1936
- Жива вода, Београд, 1936
- Шабац као културна жижа Србије XIX и XX века, Шабац, 1937
- Мртва стража, Београд, 1937[3]
- Савремена српска приповетка, Београд, 1943
- Јадар топи брда, Београд, 1959
- Епиграми, епитафи и епиграфи, Београд, 1962
- Оџаковићи, Шабац, 1963
- Звижди ветре, Шабац, 1964
- Историја југословенског речног бродарства, Београд, 1965
- Последњи Обреновићи, Београд, 1967
- Успомене на Михајла Петровића, Београд, 1968
- Кнез и витез Тешман Солдатовић, Шабац, 1968
- Шабачка чивија, Београд, 1969
- Поцерско село Накучани, 1969
- Самоубиство незнаног јунака, Београд, 1971
- Почеци српске позоришне уметности, Београд, 1972
- Антологија српске ратне лирике, Београд
- Ој, Ужице мали Цариграде, Београд, 1975